# CAMIVA
CAMIVA è l'acronimo per Constructeurs Associés de Matériels d'Incendie, Voirie et Aviation, società francese  specializzata in sistemi antincendio fondata ne 1970 a Chambéry, in Saint-Alban-Leysse, Savoia francese.

## Storia

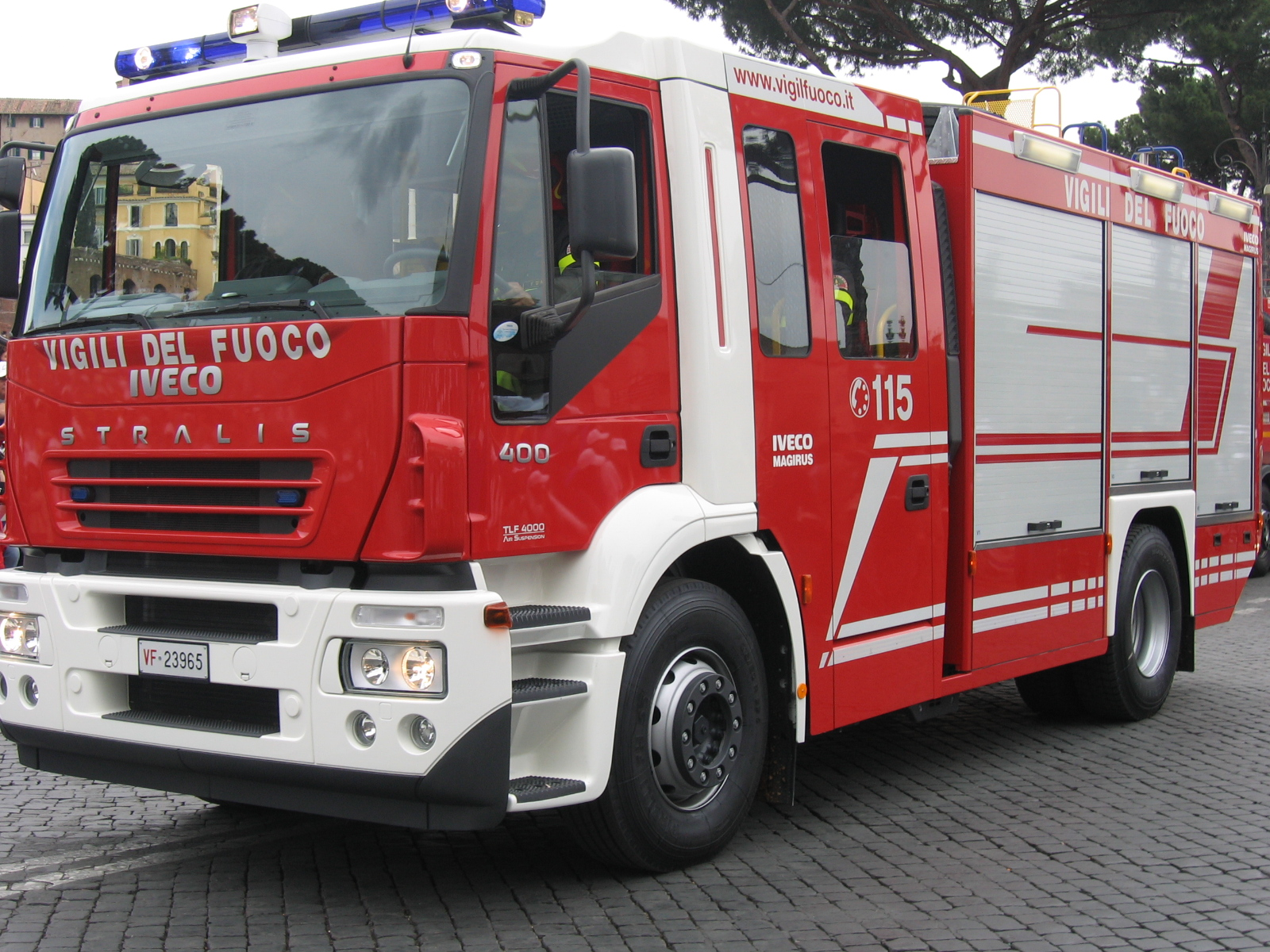
Vigili del fuoco con Iveco Magirus Eurofire Stralis AT400

CAMIVA nasce dalla acquisizione della società Guinard Fire, già acquisita dalla Berliet. Nel 1978, Camiva viene inglobata nel gruppo Renault dopo la fusione di Berliet con Saviem. Nel 1996 viene inglobata nella holding Iveco Eurofire con partecipazione 85% Iveco e 15% Renault Véhicules Industriels. 
Nel 1987 il fatturato si aggirava sui 60 mln. di € (156 mln di franchi francesi ). Lo stabilimento CAMIVA ha superficie di 55.000 m² e 220 dipendenti.
Successivamente dopo la creazione di Fiat Industrial e poi di CNH Industrial le attività vengono inglobate in Magirus GmbH. Nel 2012 venne annunciata la chiusura dello stabilimento francese ma successivamente il sito venne ristrutturato dal gruppo CNH Industrial e fatto divenire polo d'eccellenza per i veicoli antincendio del marchio Magirus in Francia.

## Prodotti

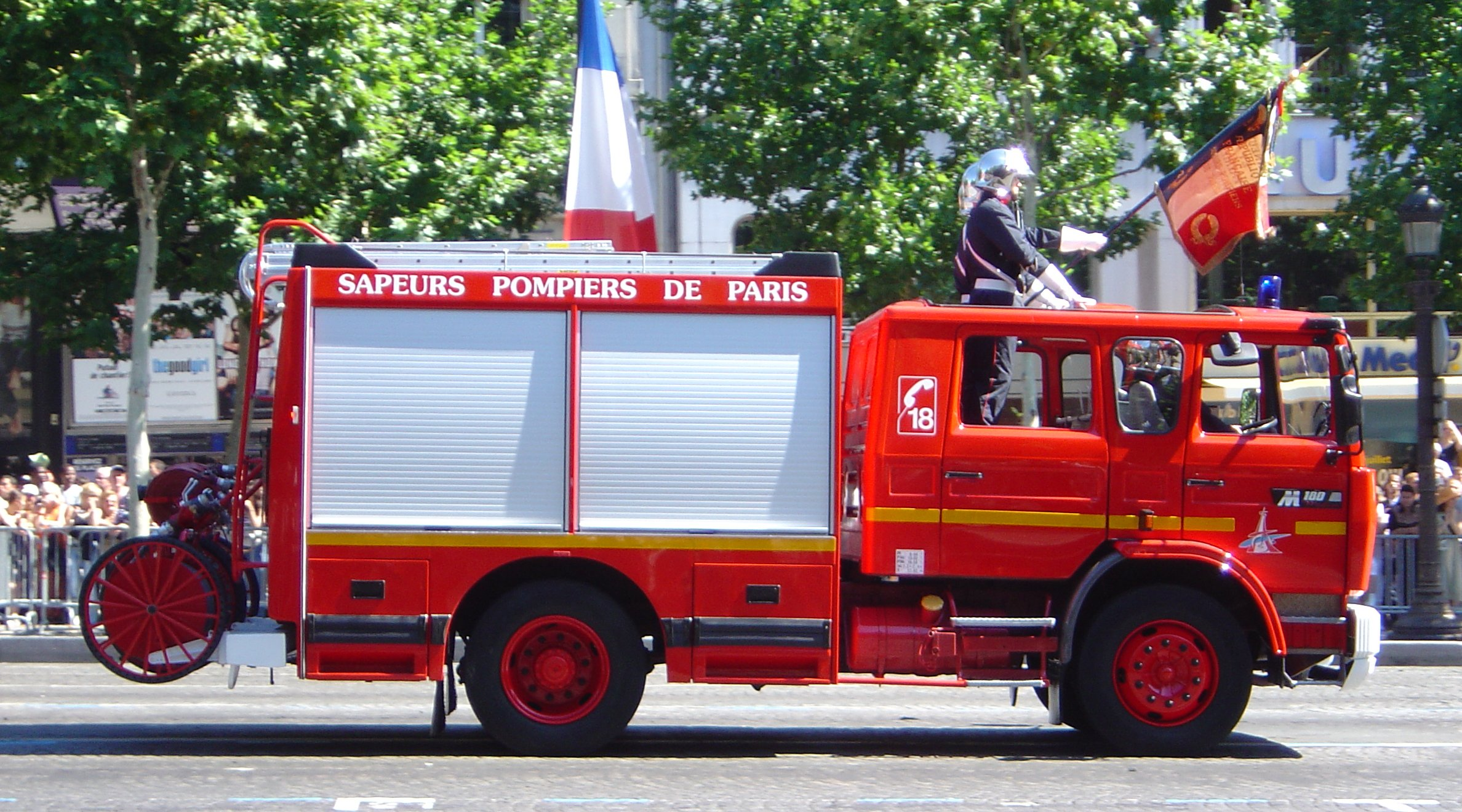
Renault CAMIVA della Brigata pompieri di Parigi

CAMIVA produce allestimenti per veicoli antincendio basati su veicoli Iveco.
- Veicoli antincendio 4x4 leggeri, medi e pesanti.
- Veicoli antincendio 4x2, 6x4 e 6x6 urbani
- Autoscale
- Autopompe aeroportuali